# Rohozná (ort i Tjeckien, Vysočina)
Rohozná är en ort i Tjeckien.   Den ligger i regionen Vysočina, i den centrala delen av landet, 110 km sydost om huvudstaden Prag. Rohozná ligger 553 meter över havet och antalet invånare är 362.
Terrängen runt Rohozná är huvudsakligen platt, men åt nordost är den kuperad. Rohozná ligger nere i en dal.Runt Rohozná är det ganska tätbefolkat, med 54 invånare per kvadratkilometer. Närmaste större samhälle är Jihlava, 14,8 km öster om Rohozná. I omgivningarna runt Rohozná växer i huvudsak blandskog.